# Tounté (Koutougou)
Pour les articles homonymes, voir Tounté.
Tounté est une commune située dans le département de Koutougou, dans la province du Soum, région du Sahel, au Burkina Faso.